# Coming in from the cold
Coming In From the Cold is de vierde single van het album Thx Jhn van Johan. Het nummer stond twee weken op de eerste plaats van de Kink 40. Het nummer is ook Kink XL geweest op Kink FM.
Coming In From the Cold kreeg al eerder enige aandacht doordat het werd gebruikt als herkenningsmelodie voor de programma's die de NOS verzorgde rondom de Verkiezingen van de Tweede Kamer in 2006.